# Commonwealth Games 2014/Teilnehmer (Antigua und Barbuda)
| Gelbes Symbol für Goldmedaillen mit stilisierten Olympischen Ringen | Graues Symbol für Silbermedaillen mit stilisierten Olympischen Ringen | Braundes Symbol für Bronzemedaillen mit stilisierten Olympischen Ringen |
| ------------------------------------------------------------------- | --------------------------------------------------------------------- | ----------------------------------------------------------------------- |
| —                                                                   | —                                                                     | —                                                                       |

Antigua und Barbuda nahm in Glasgow an den Commonwealth Games 2014 teil. Es nahmen 20 Athleten in 5 Sportarten teil.

## Teilnehmer nach Sportarten

### Boxen
| Athleten        | Wettbewerb                  | 1. Runde    | 1. Runde | Achtelfinale         | Achtelfinale  | Viertelfinale  | Viertelfinale    | Halbfinale    | Halbfinale    | Finale        | Finale        | Rang |
| Athleten        | Wettbewerb                  | Gegner      | Ergebnis | Gegner               | Ergebnis      | Gegner         | Ergebnis         | Gegner        | Ergebnis      | Gegner        | Ergebnis      | Rang |
| --------------- | --------------------------- | ----------- | -------- | -------------------- | ------------- | -------------- | ---------------- | ------------- | ------------- | ------------- | ------------- | ---- |
| Männer          |                             |             |          |                      |               |                |                  |               |               |               |               |      |
| Damian Davidson | Weltergewicht bis 69 kg     | Oscar Finau | 83:88    | ausgeschieden        | ausgeschieden | ausgeschieden  | ausgeschieden    | ausgeschieden | ausgeschieden | ausgeschieden | ausgeschieden |      |
| Yakita Aska     | Halbschwergewicht bis 81 kg | freilos     | freilos  | Solomon Geko Kozaala | 88:80         | Nathan Thorley | Technischer K.O. | ausgeschieden | ausgeschieden | ausgeschieden | ausgeschieden |      |

### Leichtathletik
Laufen und Gehen 
| Athleten                                                                              | Wettbewerb        | Runde 1         | Runde 1         | Halbfinale      | Halbfinale      | Finale          | Finale          | Rang            |
| Athleten                                                                              | Wettbewerb        | Zeit            | Rang            | Zeit            | Rang            | Zeit            | Rang            | Rang            |
| ------------------------------------------------------------------------------------- | ----------------- | --------------- | --------------- | --------------- | --------------- | --------------- | --------------- | --------------- |
| Frauen                                                                                |                   |                 |                 |                 |                 |                 |                 |                 |
| Afia Charles                                                                          | 400 m             | disqualifiziert | disqualifiziert | disqualifiziert | disqualifiziert | disqualifiziert | disqualifiziert | disqualifiziert |
| Samantha Edwards                                                                      | 400 m             | 55,57 s         | 6               | ausgeschieden   | ausgeschieden   | ausgeschieden   | ausgeschieden   | 32              |
| Männer                                                                                |                   |                 |                 |                 |                 |                 |                 |                 |
| Daniel Bailey                                                                         | 100 m             | 10,30 s         | 1               | 10,22 s         | 5               | ausgeschieden   | ausgeschieden   | 12              |
| Chavaughn Walsh                                                                       | 100 m             | 10,88 s         | 6               | ausgeschieden   | ausgeschieden   | ausgeschieden   | ausgeschieden   | 51              |
| Tahir Walsh                                                                           | 100 m             | disqualifiziert | disqualifiziert | disqualifiziert | disqualifiziert | disqualifiziert | disqualifiziert | disqualifiziert |
| Daniel Bailey                                                                         | 200 m             | 20,74 s         | 2               | 20,49 s         | 3               | 20,43 s         | 6               | 6               |
| Kasheem Colbourne                                                                     | 200 m             | 21,92 s         | 5               | ausgeschieden   | ausgeschieden   | ausgeschieden   | ausgeschieden   | 55              |
| Cejhae Greene Daniel Bailey Kasheem Colbourne Miguel Francis Chavaughn Walsh (Ersatz) | 4 × 100-m-Staffel | 39,48 s         | 3               | -               | -               | 40,45 s         | 7               | 7               |

 Springen und Werfen 
| Athleten            | Wettbewerb | Qualifikation | Qualifikation | Finale        | Finale        | Rang          |
| Athleten            | Wettbewerb | Weite/Höhe    | Rang          | Weite/Höhe    | Rang          | Rang          |
| ------------------- | ---------- | ------------- | ------------- | ------------- | ------------- | ------------- |
| Frauen              |            |               |               |               |               |               |
| Amy Harris          | Weitsprung | keine Weite   | keine Weite   | ausgeschieden | ausgeschieden | ausgeschieden |
| Priscilla Frederick | Hochsprung | 1,81 m        | 6             | ausgeschieden | ausgeschieden | 13            |

### Radsport

#### Bahn
| Athleten      | Wettbewerb               | Qualifikation | Qualifikation | Finals        | Finals        | Rang          |
| Athleten      | Wettbewerb               | Zeit          | Rang          | Zeit          | Rang          | Rang          |
| ------------- | ------------------------ | ------------- | ------------- | ------------- | ------------- | ------------- |
| Frauen        |                          |               |               |               |               |               |
| Tamiko Butler | 3.000 m Einzelverfolgung | 4:08.979      | 18            | ausgeschieden | ausgeschieden | 18            |
| Tamiko Butler | 25 km Punkterennen       | -             | -             | nicht beendet | nicht beendet | nicht beendet |
| Tamiko Butler | 10 km Scratch            | -             | -             | nicht beendet | nicht beendet | nicht beendet |
| Männer        |                          |               |               |               |               |               |
| Jyme Bridges  | 40 km Punkterennen       | −60 Punkte    | 15            | ausgeschieden | ausgeschieden | 32            |
| Jyme Bridges  | 20 km Scratch            | nicht beendet | nicht beendet | ausgeschieden | ausgeschieden | ausgeschieden |

#### Straße
| Athleten       | Wettbewerb       | Zeit          | Rang          |
| -------------- | ---------------- | ------------- | ------------- |
| Frauen         |                  |               |               |
| Tamiko Butler  | Einzelzeitfahren | 47:17,99 min  | 18            |
| Tamiko Butler  | Straßenrennen    | 2:51:00 h     | 24            |
| Männer         |                  |               |               |
| Jyme Bridges   | Einzelzeitfahren | 1:01:15,52 h  | 47            |
| Andre Simon    | Einzelzeitfahren | 58:49,06 min  | 34            |
| Marvin Spencer | Einzelzeitfahren | 1:01:30,09 h  | 49            |
| Andre Simon    | Straßenrennen    | nicht beendet | nicht beendet |
| Marvin Spencer | Straßenrennen    | nicht beendet | nicht beendet |

### Schießen
| Männer           |                      |  |  |  |  |  |  |  |  |  |  |  |
| Thomas Greenaway | Queen´s Preis Einzel |  |  |  |  |  |  |  |  |  |  |  |
| Anderson Perry   | Queen´s Preis Einzel |  |  |  |  |  |  |  |  |  |  |  |

| Anderson Perry Thomas Greenaway | Queen´s Preis Paare |  |  |  |  |  |  |  |  |  |  |  |

### Schwimmen
| Athleten    | Wettbewerb     | Vorlauf     | Vorlauf | Halbfinale    | Halbfinale    | Finale        | Finale        | Rang |
| Athleten    | Wettbewerb     | Zeit        | Rang    | Zeit          | Rang          | Zeit          | Rang          | Rang |
| ----------- | -------------- | ----------- | ------- | ------------- | ------------- | ------------- | ------------- | ---- |
| Frauen      |                |             |         |               |               |               |               |      |
| Rachel Wall | 50 m Freistil  | 29,35 s     | 3       | ausgeschieden | ausgeschieden | ausgeschieden | ausgeschieden | 50   |
| Rachel Wall | 100 m Freistil | 1:05,49 min | 3       | ausgeschieden | ausgeschieden | ausgeschieden | ausgeschieden | 39   |
| Männer      |                |             |         |               |               |               |               |      |
| J'air Smith | 50 m Brust     | 33,62 s     | 7       | ausgeschieden | ausgeschieden | ausgeschieden | ausgeschieden | 33   |
| J'air Smith | 100 m Freistil | 57,08 s     | 5       | ausgeschieden | ausgeschieden | ausgeschieden | ausgeschieden | 47   |